# Уларци
Уларци (на македонска литературна норма: Уларци) е село в източната част на Северна Македония, в община Чешиново-Облешево.

## География
Селото е разположено в Кочанското поле, западно от град Кочани.

## История
В края на XIX век селото е част от Щипска каза. Според статистиката на Васил Кънчов („Македония. Етнография и статистика“) от 1900 г. Улярци е населявано от 144 жители, всички българи.
По данни на секретаря на Българската екзархия Димитър Мишев („La Macédoine et sa Population Chrétienne“) в 1905 година в Улярци (Ouliartzi) има 208 българи екзархисти.
При избухването на Балканската война в 1912 година един човек от Уларци е доброволец в Македоно-одринското опълчение.
През войната в селото влизат сръбски части и след Междусъюзническата война в 1913 година то остава в Сърбия.
Според преброяването от 2002 година Уларци има 366 жители, всички северномакедонци.